# 신혜왕후
신혜왕후 류씨(神惠王后  柳氏)는 류천궁(柳天弓)과 본처(本妻)의 딸이자 태조의 제1왕후이며 성은 류씨(柳氏) 이름은 전해지지 않는다. 본관은 정주(貞州)이고 사망년도(死亡年都)는 미상(美詳)이다.

## 생애
신혜왕후 류씨는 경기도 정주(현 개풍군) 출신으로 경기도 지역의 삼중대광(三重大匡) 류천궁(柳天弓)의 딸이다. 류천궁의 집은 큰 부자이어서 고을 사람들이 장자(長者)댁이라고 불렀다.
왕건과는 그가 궁예의 휘하에 있던 시절 만나게 되었는데 《고려사》에는 두 사람이 버드나무 아래에서 운명적인 만남을 가졌다고 적고 있다. 후백제를 침공하기 위해 군대를 거느리고 정주 땅을 지나다가 버드나무 아래에 앉아 잠시 휴식을 취하다가 우연히 시냇가에 있는 류씨를 보게 되었는데, 그녀의 아름다운 모습과 지혜에 한눈에 반하여 그날 유천궁의 저택에서 묵었다. 그리고 유천궁은 그날 밤 자신의 딸인 류씨를 왕건과 동침하도록 하였다는 것이다. 왕건은 그 집에서 얼마간 머물다가 곧바로 전장으로 떠나게 되었다. 그러나 왕건이 떠난 뒤 한참동안 아무런 소식이 없자 비관하여 절에 들어가 비구니가 되었다. 왕건이 뒤늦게 이 사실을 알고 황급히 그녀를 찾아서 데려와 혼인을 하였다.
태봉 말기 궁예의 공포정치에 반발하여 신숭겸, 홍유, 배현경 등이 궁예를 몰아내자고 찾아왔을 때 왕건이 주저하자 이를 보고 있던 류씨가 "의(義)로써 탄학함을 물리치는 것은 예부터 매우 당연한 일로써, 아녀자인 나도 싸울 터인데 하물며 대장부는 무엇을 더 말할 수 있겠습니까"라고 말하면서 남편을 독려하며 손수 갑옷을 입히고 혁명을 일으키게 하였다고 한다.
918년 왕건이 궁예를 몰아내고 즉위하자 본부인인 류씨도 왕후가 되었다. 태조 16년, 후당(後唐) 명종(明宗)이 태복경(太僕卿) 왕경(王瓊) 등을 보내 왕후(后宮)로 책봉(冊封)하였는데 그 글은 다음과 같다. “남의 처가 되어 남편을 잘 섬겨서 부귀를 누리게 된 사람을 그 집안의 가장 좋은 아내라고 보리라. 봉읍(封邑)의 제도는 옛법에 있는바 이제 좋은 배필을 한층 더 빛내주어 국왕의 벼슬에 상응하게 하노라. 대의군사(大義軍使) 특진(特進) 검교(檢校) 태보(太保) 사지절(使持節) 현토주(玄兎州) 도독(都督) 상주국(上柱國) 고려 국왕(高麗國王)의 처(妻) 하동 유씨는 내조(內助)하는 말이 정당하였으며 방조한 바도 실로 많았다. 국가 대사를 좋은 계책으로 보좌하였으며 부인으로서 총애와 우대를 받아 왔었다. 임금을 보좌하여 충절을 이루었으며 남편을 섬기는데 유순하고 현명하였다. 이에 일반적 관례를 초월하여 특수한 명예를 주노니 더욱 근왕(勤王)의 뜻을 가다듬어 나간다면 이것이 국은에 보답하는 규범이라고 말할 것이다. 그대를 하동군부인(河東郡夫人)으로 봉하노라.”
이처럼 신혜왕후는 고려의 창업을 보필한 공으로 지아비 태조의 많은 이들로부터 극진한 존경과 아낌을 받았다. 자녀는 없다. 생몰년은 미상이며, 능은 현릉으로 태조와 합장되었다.

## 가족 관계
- 아버지 : 삼중대광 류천궁(三重大匡 柳天弓)
- 어머니 : 미상
  - 남편 : 태조(太祖, 877 ~ 943)

## 대중 문화속에 나타나는 신혜왕후

### TV 드라마
- 《태조 왕건》(KBS, 2000년~2002년, 배우 : 박상아)
- 《제국의 아침》(KBS, 2002년~2003년, 배우 : 박상아)